# 安田町立安田小学校
安田町立安田小学校（やすだちょうりつ やすだしょうがっこう）は、高知県安芸郡安田町大字安田にある公立小学校。
町内唯一の小学校である。

## 周辺
- 安田町役場
- 安田町立安田中学校
- 安田郵便局
- 安田川
- 高知県道12号安田東洋線

## アクセス
- 土佐くろしお鉄道阿佐線（ごめん・なはり線） 安田駅から南へ200m
- 高知東部交通バス 安田農協前にて下車